# Thuần Mẫn

Bản đồ tỉnh Phú Bổn năm 1973

Thuần Mẫn là một địa danh hành chính cũ cấp quận thuộc tỉnh Phú Bổn thời Việt Nam Cộng hòa.

## Lịch sử
Dưới thời Pháp thuộc, vùng đất này thuộc tổng Ea H'leo, quận Buôn Hồ, tỉnh Darlac. Địa bàn quận Buôn Hồ lúc bấy giờ chiếm toàn bộ vùng đất phía bắc cao nguyên Đắk Lắk, gồm huyện Ea H'leo, Krông Búk, Krông Năng, Cư M'gar, Ea Súp và một phần huyện Ea Kar ngày nay.
Ngày 22 tháng 12 năm 1959, Chính quyền Sài Gòn ra Nghị định 1746 cắt tổng Ea H'leo về quận Cheo Reo, tỉnh Pleiku.
Ngày 1 tháng 9 năm 1962, quận Cheo Reo được tách ra khỏi tỉnh Pleiku để thành lập tỉnh mới Phú Bổn theo Sắc lệnh 186.
Tỉnh Phú Bổn được chia thành 3 quận: Phú Thiện, Phú Túc và Thuần Mẫn. Tỉnh lỵ đặt tại thị xã Hậu Bổn, nay là thị xã Ayun Pa. Địa giới tỉnh Phú Bổn giữ nguyên cho đến năm 1975.
Tháng 7 năm 1975, chính quyền sáp nhập thị xã Hậu Bổn và quận Thuần Mẫn (tương ứng với địa bàn huyện H2 và huyện H37 phía chính quyền cách mạng) thành huyện Cheo Reo thuộc tỉnh Đắk Lắk. Tuy nhiên, đến tháng 1 năm 1976, theo Quyết định của Chính phủ, phần lớn huyện Cheo Reo được chuyển về tỉnh Gia Lai – Kon Tum và được đổi tên thành huyện Ayun Pa, riêng khu vực phía tây huyện được sáp nhập vào huyện Krông Búk, tỉnh Đắk Lắk.
Ngày 3 tháng 4 năm 1980, Hội đồng Chính phủ ban hành Quyết định 110-CP. Theo đó, tách 4 xã: Ea Sol, Ea H'leo, Ea Khăl, Dliê Yang thuộc huyện Krông Búk để thành lập huyện Ea H'leo.
Quận lỵ Thuần Mẫn cách tỉnh lỵ Hậu Bổn (Cheo Reo) 15 km về phía tây nam. Ngày nay, tuy địa danh quận Thuần Mẫn không còn nhưng tên gọi này vẫn được sử dụng cho trường tiểu học Thuần Mẫn và lâm trường Thuần Mẫn thuộc địa bàn huyện Ea H'leo.
Địa bàn quận Thuần Mẫn tương ứng với một phần thị xã Ayun Pa, tỉnh Gia Lai và một phần huyện Ea H'leo, tỉnh Đắk Lắk ngày nay.